# Fijación oral, Vol. 1
Fijación Oral, Vol. 1 (em português:  Fixação Oral) é o sexto álbum de estúdio estúdio e o quarto lançado mundialmente pela artista musical colombiana Shakira, em 3 de junho de 2005, pelo selo da gravadora Epic Records. Após alcançar sucesso internacional com seu primeiro álbum de estúdio gravado em inglês, Laundry Service (2001), Shakira queria lançar um projeto em língua espanhola como seu acompanhamento. Musicalmente, o disco é derivado do Pop latino, assim como o trabalho anterior da cantora. As gravações do projeto ocorreram entre 2004 e 2005, nos Estados Unidos e no Canadá, sob a produção de profissionais como Rick Rubin, Gustavo Cerati, Lester Mendez, Luis Fernando Ochoa e Jose "Gocho" Torres.
Fijación Oral, Vol. 1 recebeu análises positivas da mídia especializada, a qual prezou a evolução de Shakira de seu projeto anterior. Durante os Grammy Awards de 2006, o projeto venceu a categoria de Best Latin Rock/Alternative Album, além de ter recebido as condecorações de Melhor Álbum Vocal Pop Feminino e Álbum do Ano durante o Grammy Latino do mesmo ano. Comercialmente, o disco obteve um bom desempenho, liderando as tabelas de álbuns da Alemanha, da Argentina, da Espanha e do México, qualificando-se entre os dez mais vendidos na Áustria, na Europa, na Finlândia, na França e em outros três países. Nos Estados Unidos, debutou na quarta posição comercializando 157 mil unidades, estabelecendo um recorde como a maior estreia de um álbum de língua espanhola nos Estados Unidos, cujo êxito ainda não foi quebrado. Mundialmente, vendeu mais de quatro milhões de cópias até maio de 2013, sendo um dos álbuns latinos mais vendidos em território estadunidense.
A fim de promover o disco, quatro singles foram lançados. Apesar de seu primeiro single "La Tortura" ter sido a única faixa de trabalho do álbum a entrar na Billboard Hot 100, os singles de acompanhamento "No", "Día de Enero" e "Las de la Intuición" tiveram boas posições nas tabelas Latin Songs, Tropical Songs e Latin Pop Songs. Em novembro de 2005, Shakira completou o álbum com seu segundo álbum gravado em inglês, Oral Fixation, Vol. 2. Os dois discos foram relançados em conjunto na caixa especial Oral Fixation, Vol. 1 & 2. A divulgação dos materiais foi feita através da turnê Oral Fixation entre os anos de 2006 e 2007, que visitou a América, a África, a Ásia e Europa. A performance em Miami foi filmada e lançada como um álbum ao vivo em novembro de 2007.

## Antecedentes
Após alcançar sucesso internacional em 2001 com seu primeiro álbum gravado em inglês, Laundry Service, Shakira decidiu lançar um material em língua espanhola como o seu acompanhamento, sendo seu primeiro álbum gravado totalmente em espanhol desde Dónde Están los Ladrones? (1998). Tendo co-composto quase sessenta canções para o projeto, ela decidiu dividir o lançamento em dois volumes, colocando-se "na missão de selecionar as [suas] canções favoritas" para gravar. Fijación Oral, Vol. 1 contém todas as músicas em espanhol e Oral Fixation, Vol. 2 apresenta todas as faixas em língua inglesa. Shakira inicialmente disse que o segundo volume teria um "repertório de canções completamente novo", apesar do álbum completo ter incluído duas versões em inglês de duas faixas do primeiro disco. Oral Fixation, Vol. 2 foi relançado em 2006 com uma nova ordem de faixas e incluiu "Hips Don't Lie", com a participação de Wyclef Jean e que se tornou um sucesso mundial. Durante a gravação de ambos os álbuns, ela trabalhou com os colaboradores de longa data Lester Mendez e Luis Fernando Ochoa e novos parceiros, incluindo Gustavo Cerati e Jose "Gocho" Torres.

## Arte da capa

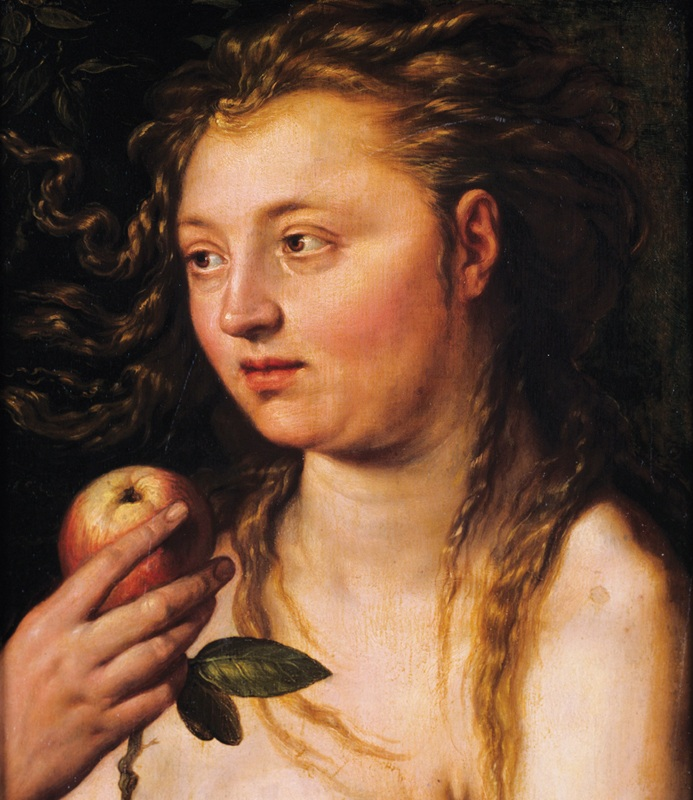
A capa do álbum foi influenciada pela figura bíblica de Eva (imagem).

As capas dos discos Fijación Oral, Vol. 1 e Oral Fixation, Vol. 2 foram inspiradas por Eva, a primeira mulher; Shakira disse:
[Eu queria] atribuir a Eva mais uma razão para morder o fruto proibido, que seria sua fixação oral. [Ela sempre pareceu] uma pessoa muito oral. [É a] maior fonte de prazer [dela].
A capa do primeiro disco apresenta Shakira segurando uma menina em seus braços; a arte da capa do segundo volume apresenta Shakira nua (coberta por galhos de árvores), com a criança sentada na árvore. Ela afirmou que ambas as capas aludiram a teoria do psicanalista Sigmund Freud de que as crianças começam a descobrir o mundo através de suas bocas durante o estágio oral do desenvolvimento psicossexual. Para Jon Pareles, periodista do The New York Times, "por razões óbvias, a capa do álbum Fijación Oral, Vol. 1 é atraente".

## Composição
Musicalmente, Fijación Oral, Vol. 1 é um álbum que deriva do Pop latino. A faixa de introdução, "En Tus Pupilas", incorpora estilos da música folclórica e seu verso de abertura inclui letras da língua francesa. "La Pared" foi comparada estilisticamente a obras do duo Eurythmics. "La Tortura" apresenta o artista musical espanhol Alejandro Sanz, e possui elementos da música cumbia colombiana, do dancehall e da música eletrônica. "Obtener un Sí" é uma canção que incorpora origens estilísticas da bossa nova e do cha-cha-chá, e apresenta um fundo orquestral. "Día Especial" apresenta o artista argentino Gustavo Cerati tocando guitarra. Juntamente com a participação dos vocais de Rita Quintero sua colaboradora de longa data desde o álbum Donde Estan Los Ladrones.
A sexta faixa, "Escondite Inglés", possui uma sensação do estilo new wave. "No" também apresenta Cerati na guitarra, e usa uma melodia simples para enfatizar os vocais de Shakira. "Las de la Intuición" incorpora elementos do synthpop enquanto "Día de Enero" tem sido comparada a trabalhos da cantora mexicana Natalia Lafourcade. "Lo Imprescindible" possui versos da língua alemã, em que Shakira expressa liricamente "Venha, querido, venha / Nunca me deixe ir". O disco termina com uma versão acústica de "La Pared" e o remix de "La Tortura" feito por Shaketon.

## Singles
"La Tortura" foi lançado como primeiro single do Fijación Oral, Vol. 1, em 12 de abril de 2005. Possui participação do cantor espanhol Alejandro Sanz e foi elogiado pela sua produção e influência de reggaeton. "La Tortura" foi o único single do álbum a entrar na Billboard Hot 100 dos EUA (atingindo o número vinte e três) e alcançou o número um nas paradas da Billboard Hot Latin Songs, Tropical Songs e Latin Pop Airplay. A música estabeleceu um recorde por maior tempo de semanas em número um, e adicionalmente, tornou-se o single latino de melhor desempenho do ano. A faixa foi eventualmente certificada de platina pela Recording Industry Association of America (RIAA) por vender mais de 100.000 cópias. A nível internacional, "La Tortura" entrou no Hungria Rádiós Top 40 e na parada de singles espanhóis e venezuelanos. Seu videoclipe foi dirigido por Michael Haussman, retratando Shakira e Sanz em cenas sensuais.
Os singles de acompanhamento também foram bem sucedidos. O segundo single, "No", apresenta o cantor e compositor Gustavo Cerati e alcançou os números dois e onze, respectivamente, nas paradas da Billboard Latin Pop Songs e Latin Songs. O videoclipe foi filmado em um efeito preto e branco e foi dirigido por Jaume de Laiguana. Após o lançamento de "Do not Bother" como single principal de Oral Fixation, Vol. 2, no final de 2005, "Día de Enero" foi o terceiro single de Fijación Oral, Vol. 1. Alcançou os números sete e vinte e nove nas paradas da Billboard Latin Pop Songs e Latin Songs, respectivamente. Como "No", o seu videoclipe acompanhamento foi dirigido por Laiguana. O clipe se refere ao então namorado de Shakira, Antonio de la Rúa, quando escreve as letras "S y A" em um coração desenhado na areia.
Após o lançamento de "Hips Do not Lie" e "Illegal" como segundo e terceiro singles de Oral Fixation, Vol. 2, o quarto e último single de Fijación Oral, Vol. 1, "Las de la Intuición", atingiu os números onze e trinta e um, respectivamente, nas paradas daBillboard Latin Pop Songs e Latin Songs e número 1 na Espanha. Seu videoclipe mostra Shakira com uma peruca roxa. Shakira mais tarde gravou uma versão em língua inglesa da música, intitulada "Pure Intuition".

## Recepção

### Crítica profissional
| Críticas profissionais | Críticas profissionais |
| Pontuações agregadas   | Pontuações agregadas   |
| Fonte                  | Avaliação              |
| ---------------------- | ---------------------- |
| Metacritic             | (79/100)               |
| Avaliações da crítica  |                        |
| Fonte                  | Avaliação              |
| Allmusic               | [ 6 ]                  |
| Entertainment Weekly   | (B+)                   |
| PopMatters             | (8/10)                 |
| Rolling Stone          | [ 9 ]                  |
| Yahoo! Music           | [ 34 ]                 |
| The Guardian           | [ 35 ]                 |
| The New York Times     | (positivo)             |
| Paste                  | (misto)                |

O portal Metacritic, com base em treze resenhas recolhidas, concedeu ao Fijación Oral, Vol. 1 uma média de setenta e nove pontos de uma escala que vai até cem, indicando "análises geralmente favoráveis". Stephen Thomas Erlewine, do portal Allmusic, concedeu ao trabalho quatro estrelas de cinco possíveis, comentando que "é difícil esperar o lançamento de Oral Fixation, Vol. 2", dada a força da "escrita comercial experiente e inteligente" que aparece no primeiro volume. Matt Cibula, da PopMatters, compartilhou um sentimento similar, concedendo oito pontos de dez totais, acrescentando que o seu entusiasmo sobre Oral Fixation, Vol. 2 é um "eufemismo". Ernesto Lechner, da revista Entertainment Weekly, sentiu que Shakira "encontrou-se de ao "vocalizar operisticamente o serviço da poesia espanhola", acrescentando que este era o seu álbum mais forte até então.
Dave Simpson, do jornal The Guardian, observou que "as canções são cativantes, com melodias boas o suficiente para tentar cantar junto a alto-falantes não-espanhóis". Jon Pareles, do periódico The New York Times, descreveu o álbum como "alegremente pan-americano", elaborando que "para Shakira, tudo é pop, com estruturas tensas para paixões voláteis". Barry Walters, da revista musical Rolling Stone, deu ao projeto três estrelas e meia de cinco permitidas, disse que o produtor executivo do álbum, Rick Rubin, ajudou a "restaurar a integridade artística de Shakira, mantendo a indústria na baía". Tom Townsend, do Yahoo! Music, concedeu ao disco nove estrelas de um total de dez, e prezou Shakira por estar "bem acordada e, como se costumava dizer em Smash Hits, de volta, de volta, DE VOLTA!". Mark Kemp, da revista Paste, deu uma revisão mista ao material, dizendo que o disco foi "mais forte do que o Laundry Service completo, mas não tão bom quanto Dónde Están los Ladrones?".

### Prêmios e indicações
Durante os Billboard Music Awards de 2005, Fijación Oral, Vol. 1 venceu a categoria de Latin Pop Album of the Year. Durante os prêmios Oye! do mesmo ano, o álbum conquistou o prêmio de Pop Album of the Year by a Female Artist. Nos Premios Shock ocorrido no mesmo ano, o projeto recebeu o prêmio de Album of the Year. Durante os Grammy Awards de 2006, o álbum conseguiu o prêmio de Best Latin Rock/Alternative Album, e venceu as categorias de Álbum do Ano, Melhor Álbum com Engenharia e o Melhor Álbum Vocal Pop Feminino durante o Grammy Latino de 2006. Durante a 13ª cerimônia dos Billboard Latin Music Awards ocorrida naquele ano, o álbum venceu a categoria de Best Latin Pop Album by a Female. Também conquistou a condecoração de Pop Album of the Year durante os prêmios Lo Nuestro daquele ano. Fijación Oral, Vol. 1 recebeu um prêmio ALMA de Spanish Album of the Year. No Groovevolt Music Awards 2006, foi nomeado na categoria de Best Latin Album. Na cerimônia colombiana Nuestra Tierra, foi nomeado na categoria de Best Album of the Year, mas perdeu para Corazón, de Fonseca.

### Presença em "Páginas da Vida Lounge" (2006)
A canção "Obtener un Sí" foi incluída na trilha sonora da novela "Páginas da Vida", em seu CD "Lounge" no ano de 2006. Na trama o single foi tema dos personagens Carmen e Greg, interpretados por Natalia do Vale e José Mayer.

## Divulgação

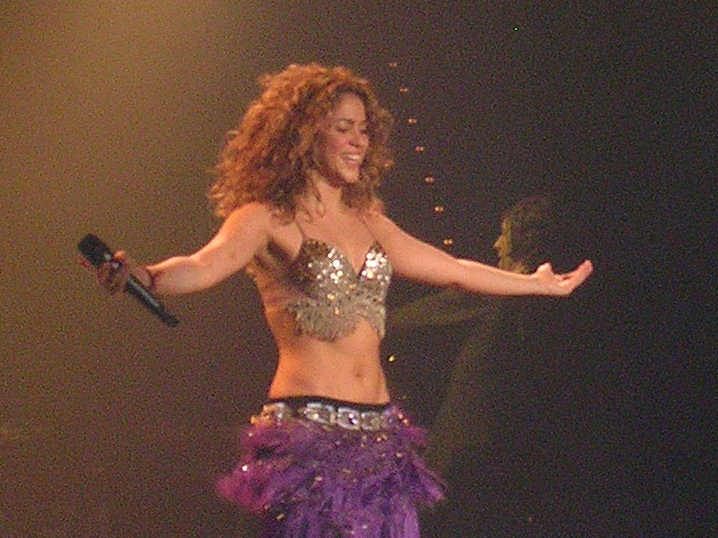
Shakira apresentando-se durante a turnê Oral Fixation (2006).

Para divulgar Fijación Oral, Vol. 1 e Oral Fixation, Vol. 2, Shakira iniciou a turnê Oral Fixation em 14 de junho de 2006, na Feria de Muestras, em Zaragoza, Espanha. Promovida pela Creative Artists Agency, a digressão visitou vinte e sete cidades durante quarente e um shows, com Shakira apresentando-se em todos os continentes. A turnê foi também patrocinada pela fabricante de automóveis espanhola Seat, cuja empresa Shakira havia colaborado anteriormente para sustentar a fundação Pies Descalzos. A turnê concluiu-se em 9 de julho de 2007 na Turkcell Kuruçeşme Arena, em Istambul, Turquia. Arrecadou mais de US$ 42.000.000 apenas na América do Norte e na América Latina, arrecadando mais de US$ 100.000.000 no mundo inteiro. O repertório da excursão consistia principalmente de canções em espanhol, e incluiu singles do início da carreira da cantora.
Em novembro de 2007, a Epic Records lançou o álbum ao vivo da turnê em Blu-ray Disc, que foi filmado durante o concerto feito em dezembro de 2006 em Miami, Flórida. William Ruhlmann, do portal Allmusic, deu uma crítica positiva ao álbum, prezando os vocais de Shakira e seu talento para a dança. Em 23 de janeiro de 2007, Fijación Oral, Vol. 1 e Oral Fixation, Vol. 2 foram lançados como uma caixa especial de três discos, intitulado Oral Fixation, Vol. 1 & 2. A caixa continha os dois discos e um DVD adicional, com vídeos musicais e gravações ao vivo de faixas do álbum. A compilação atingiu os números 13 e 27 como melhores nas tabelas Billboard Latin Pop Albums e Billboard Top Latin Albums.

## Desempenho comercial
Na América do Norte, Fijación Oral, Vol. 1 estreou no número quatro na Billboard 200 do EUA, com vendas de 157 mil cópias na primeira semana. Ele se estabeleceu um recorde para o maior estreia de um álbum em espanhol de longa duração no país (que ainda não foi quebrado), e encabeçou o quadro da Billboard Top Latin Albums. De acordo com a Nielsen SoundScan, o álbum vendeu mais de 1.012.000 cópias nos EUA até 2014. Mais tarde, foi certificado de platina onze vezes segundo os Latin standards, com vendas de mais de 1.100.000 cópias. Em 2009, a Billboard denominou Fijación Oral, Vol. 1 como o álbum pop latino mais vendido dos anos 2000. No México, o álbum estreou no número um, e posteriormente foi certificado de tripla-platina pelas vendas de mais de 300 mil cópias. Foi certificado de ouro na América Central.
Na América do Sul, Fijación Oral, Vol. 1 atingiu o primeiro lugar na Argentina, e foi eventualmente premiado com certificação de tripla platina. O álbum teve sucesso similar na Venezuela, vendendo mais de 34.613 cópias. Conseqüentemente, foi certificado de platina no país. Além disso, o disco vendeu mais de 100.000 exemplares na Colômbia terra nativa da cantora e mais tarde foi reconhecido com certificação de tripla platina. No Chile, foi certificado de platina pelas vendas de 15 mil exemplares.
Na Europa, Fijación Oral, Vol. 1 alcançou sucesso semelhante. Ele estreou no número dois na parada de álbuns austríaca, onde foi certificado de platina pelas vendas de 30.000 cópias. O disco alcançou os números sete e quinze, respectivamente, nas paradas de álbuns da Valônia e de Flandres; foi certificado ouro para remessas de 25 mil exemplares. Na parada dos álbuns franceses, o álbum alcançou o número seis, e foi certificado de ouro pelas vendas de 100.000 cópias. Ele encabeçou as paradas alemães de Media Control Charts, recebendo uma certificação de platina para remessas de 200 mil cópias. O disco foi certificado de ouro na Grécia pelas vendas de 10 mil exemplares. Na tabela de álbuns húngaros alcançou o número seis, recebendo uma certificação de platina para remessas de 20.000 cópias. O álbum alcançou o número sete no Top 40 holandês. liderando a tabela de álbuns espanhóis, recebendo certificação de tripla de platina pelas vendas de 240 mil cópias. Depois o pico de número dois no Swiss Hitparade, o álbum foi certificado platina pelas vendas de 40.000 cópias. Até maio de 2013, o disco vendeu mais de quatro milhões de cópias em todo o mundo.

## Legado
Stephen Thomas Erlewine, da Allmusic, disse que o lançamento de Fijación Oral, Vol. 1 em espanhol, após o sucesso de Laundry Service, em língua inglesa foi um "movimento brusco", elogiando o álbum por demonstrar que Shakira "não só pode apenas retornar às suas raízes, mas também expandi-las". Ele descreveu "La Tortura" como algo "natural para as rádios americanas" e achou que o álbum era original e gerava antecipação para o próximo, Oral Fixation, Vol. 2. Escrevendo para o PopMatters, Matt Cibula elogiou o álbum pela partida sonora do seu anterior Laundry Service, aplaudindo a integração de amostras sutis em várias músicas como "grandes cabeceadas aos sons da década de 1980". Dave Simpson do The Guardian, descreveu Shakira como uma "Madonna latino-americana", descrevendo seus vocais como uma uma mistura de "Cher e Hazel O'Connor, produzido por Julio Iglesias".
Jon Pareles, do The New York Times, descobriu que a imagem "inteligente e ambiciosa" de Shakira, não era característica de um símbolo sexual. Ele elogiou a versatilidade de suas letras "multi-lingues" e sua mistura de vários gêneros, citando a "multiplicidade" em "nos arranjos, nas emoções misturadas nas letras e na voz mercantil da cantora". Escrevendo para o Paste, Mark Kemp elogiou Shakira por dissipar as ideias de que é "a Britney latina, a versão feminina de Ricky Martin [e] a gata pop bonita que canta em espanhol e parece Alanis"; Ele comparou a mistura de elementos musicais em Fijación Oral, Vol. 1, é um biscoito com um "recheio rico e nutritivo". Tom Townsend do Yahoo! music a chamou de "a melhor estrela do pop que temos", comparando seu "consumo de arte" com a de Madonna e Prince. Ele creditou o álbum por inspirar um ressurgimento da música pop, dizendo que o lançamento provou que o gênero "não estava morto, apenas dormindo".
O sucesso internacional de Shakira foi solidificado com Fijación Oral, Vol. 1, com forte desempenho comercial. Depois que estreou no número 4 na Billboard 200 dos EUA e tornou-se o álbum espanhol de longa duração com melhor estréia no país, sua gravadora Epic Records, chamou-a de "a maior artista feminina do mundo". O álbum é o terceiro lançamento maior posição da cantora no país, atrás da posição máxima do Laundry Service no número 3 e da posição de número 2 de Shakira. De acordo com a Billboard, foi o segundo álbum latino mais vendido da década nos EUA depois de Barrio Fino de Daddy Yankee.

## Lista de faixas
A lista de faixas está organizada conforme o encarte do álbum.
| N.º            | Título                                             | Letras          | Música                      | Produtor(es)                               | Duração |  |
| 1.             | "En Tus Pupilas"                                   | Shakira         | Shakira, Luis Fernado Ochoa | Shakira, Ochoa[A]                          | 4:24    |  |
| 2.             | "La Pared"                                         | Shakira         | Shakira, Lester Mendez      | Shakira, Mendez[A]                         | 3:19    |  |
| 3.             | "La Tortura" (com Alejandro Sanz)                  | Shakira         | Shakira, Ochoa              | Shakira, Mendez[A], Jose "Gocho" Torres[B] | 3:33    |  |
| 4.             | "Obtener un Sí"                                    | Shakira         | Shakira, Mendez             | Shakira, Mendez[A]                         | 3:20    |  |
| 5.             | "Día Especial" (com Gustavo Cerati)                | Cerati, Shakira | Cerati, Shakira, Ochoa      | Shakira, Cerati[A]                         | 4:24    |  |
| 6.             | "Escondite Inglês"                                 | Shakira         | Shakira                     | Shakira, Mendez[A]                         | 3:06    |  |
| 7.             | "No" (com Gustavo Cerati)                          | Shakira         | Shakira, Cerati             | Shakira, Mendez[A], Cerati[A]              | 4:47    |  |
| 8.             | "Las de la Intuición"                              | Shakira         | Shakira, Ochoa              | Shakira, Ochoa[A]                          | 3:42    |  |
| 9.             | "Día de Enero"                                     | Shakira         | Shakira                     | Shakira, Mendez[A]                         | 2:55    |  |
| 10.            | "Lo Imprescindible"                                | Shakira         | Shakira, Mendez             | Shakira, Mendez[A]                         | 3:56    |  |
| 11.            | "La Pared" (versão acústica)                       | Shakira         | Shakira, Mendez             | Shakira, Mendez[A]                         | 2:41    |  |
| 12.            | "La Tortura" (shaketon remix) (com Alejandro Sanz) | Shakira         | Shakira, Ochoa              | Shakira, Mendez[A], Torres[B]              | 3:12    |  |
| Duração total: | Duração total:                                     | Duração total:  | Duração total:              | Duração total:                             | 43:20   |  |

Notas
A  - denota co-produtores
B  - denota produtores adicionais

## Desempenho nas tabelas musicais
| Tabela musical (2005)                                  | Melhor posição |
| ------------------------------------------------------ | -------------- |
| Alemanha (Media Control Charts)                        | 1              |
| Argentina (CAPIF Albums Chart)                         | 1              |
| Áustria (Ö3 Austria Top 40)                            | 2              |
| Bélgica (Ultratop 50 de Flandres)                      | 15             |
| Bélgica (Ultratop 40 da Valônia)                       | 6              |
| Espanha (Productores de Música de España)              | 1              |
| EUA (Billboard 200)                                    | 4              |
| EUA (Billboard Top Latin Albums)                       | 1              |
| Europa (Top 100 Albums)                                | 2              |
| Grécia (IFPI Grécia)                                   | 1              |
| Finlândia (IFPI Finlândia)                             | 3              |
| França (Syndicat National de l'Édition Phonographique) | 6              |
| Hungria (Magyar Hanglemezkiadók Szövetsége)            | 6              |
| Itália (Federazione Industria Musicale Italiana)       | 18             |
| México (Mexican Albums Chart)                          | 1              |
| Nova Zelândia (MegaCharts)                             | 7              |
| Portugal (Associação Fonográfica Portuguesa)           | 8              |
| Suécia (Sverigetopplistan)                             | 14             |
| Suíça (Schweizer Hitparade)                            | 2              |

| Tabela musical (2005)                                  | Posição |
| ------------------------------------------------------ | ------- |
| Argentina (CAPIF Albums Chart)                         | 2       |
| Áustria (Ö3 Austria Top 40)                            | 23      |
| Espanha (Productores de Música de España)              | 4       |
| EUA (Billboard 200)                                    | 87      |
| EUA (Billboard Top Latin Albums)                       | 2       |
| França (Syndicat National de l'Édition Phonographique) | 76      |
| Hungria (Magyar Hanglemezkiadók Szövetsége)            | 48      |
| México (Mexican Albums Chart)                          | 2       |
| Nova Zelândia (MegaCharts)                             | 45      |
| Suíça (Schweizer Hitparade)                            | 8       |

| Tabela musical (2000-09)         | Posição |
| -------------------------------- | ------- |
| EUA (Billboard Top Latin Albums) | 2       |
| EUA (Billboard Latin Pop Albums) | 1       |

## Vendas e certificações
| Região                                                                                             | Certificação | Vendas     |
| -------------------------------------------------------------------------------------------------- | ------------ | ---------- |
| Alemanha (BVMI)                                                                                    | 3× Ouro      | 300,000^   |
| Argentina (CAPIF)                                                                                  | 3× Platina   | 120,000^   |
| Áustria (IFPI Áustria)                                                                             | Platina      | 30,000*    |
| Bélgica (BEA)                                                                                      | Ouro         | 25,000*    |
| Chile (IFPI Chile)                                                                                 | Platina      | 15,000^    |
| Colômbia (ASINCOL)                                                                                 | 3× Platina   | 100,000    |
| Espanha (PROMUSICAE)                                                                               | 3× Platina   | 240,000^   |
| Estados Unidos (RIAA)                                                                              | Diamante     | 1,012,000  |
| Grécia (IFPI Grécia)                                                                               | Ouro         | 10,000^    |
| Hungria (MAHASZ)                                                                                   | Platina      | 6,000^     |
| México (AMPROFON)                                                                                  | 3× Platina   | 300,000^   |
| Rússia (NFPF)                                                                                      | Platina      | 20,000*    |
| Suíça (IFPI Suíça)                                                                                 | Platina      | 20,000^    |
| Venezuela (APFV)                                                                                   | Platina      | 34,613     |
| Resumo                                                                                             |              |            |
| América Central (IFPI)                                                                             | Platina      | 10,000x    |
| Europa (IFPI)                                                                                      | Platina      | 1,000,000* |
| *números de vendas baseados somente na certificação ^distribuições baseadas apenas na certificação |              |            |